# Gekkan Shōnen Sunday
Gekkan Shōnen Sunday (月刊少年サンデー Gekkan Shōnen Sandē?), conocida alternativamente como Get the Sun (ゲッサン Gessan?), es una revista mensual de manga shōnen publicada en Japón por Shōgakukan desde el 12 de mayo de 2009 (edición de junio de 2009). La revista fue anunciada en febrero de 2009, con Hayashi Masato, en ese momento editor de Shūkan Shōnen Sunday, editando también la revista mensual.
La revista tiene un objetivo demográfico de los últimos años de adolescencia a primeros veinte, similar a Jump Square de Shūeisha.
Los mangakas que debutaron nuevas series o historias en la revista incluyen a Yellow Tanabe, Mitsuru Adachi y Kiyohiko Azuma.

## Series

### Manga
| Título                                          | Autor(es)                                    | Inicio             | Fin                | Notas                                              |
| ----------------------------------------------- | -------------------------------------------- | ------------------ | ------------------ | -------------------------------------------------- |
| Aoi Honō (アオイホノオ?)                        | Kazuhiko Shimamoto                           | junio de 2009      |                    | trasladado desde Weekly Young Sunday               |
| Asagiro - Asagi Ōkami (アサギロ〜浅葱狼〜?)     | Minoru Hiramatsu                             | junio de 2009      |                    |                                                    |
| Azumanga Daiō Hoshūhen (あずまんが大王·補習編?) | Kiyohiko Azuma                               | junio de 2009      | agosto de 2009     |                                                    |
| The!! Beach Stars (ビーチスターズ Bīchisutāzu?) | Masahiro Morio                               | junio de 2009      | marzo de 2013      | trasladado desde Weekly Young Sunday               |
| Birthday                                        | Yellow Tanabe                                | junio de 2009      | junio de 2009      | one shot                                           |
| Dai Dark                                        | Q Hayashida                                  | abril de 2019      |                    |                                                    |
| Daisan Sekai no Nagai                           | Ken Nagai                                    | junio de 2009      |                    |                                                    |
| Dorohedoro                                      | Q Hayashida                                  | diciembre de 2017  | septiembre de 2018 | trasladado desde Hibana                            |
| Gakushin Ou - Vero Musica                       | Masanori Yoshida                             | junio de 2009      | 2010               |                                                    |
| Hallelujah Overdrive!                           | Kōtarō Takata                                | julio de 2009      |                    |                                                    |
| Hōkago Saikoro Club                             | Hirō Nakamichi                               | marzo de 2013      |                    |                                                    |
| Itsuka Omae to Jiruba o                         | Yūji Yokoyama                                | agosto de 2009     |                    |                                                    |
| Karakai Jōzu no Takagi-san                      | Yamamoto Souichirou                          | agosto de 2016     |                    | trasladado desde Monthly Shonen Sunday Mini        |
| Kenryoku no Inu Police Wan!                     | Pero Sugimoto                                | junio de 2009      | mayo de 2010       |                                                    |
| Kōkō Kyūji Zawa-san                             | Eriko Mishima                                | agosto de 2009     | agosto de 2009     |                                                    |
| Koko ga Uwasa no El-Palacio                     | Takao Aoyagi                                 | junio de 2009      | octubre de 2013    |                                                    |
| Let's Play with Yvonne                          | Tomoyuki Arai                                | junio de 2009      |                    |                                                    |
| Lindbergh                                       | Ahn Dongshik                                 | junio de 2009      |                    |                                                    |
| Makoto no Ōja                                   | Ashibi Fukui                                 | junio de 2009      |                    |                                                    |
| Manekoi                                         | Taishi Mori                                  | junio de 2009      |                    |                                                    |
| Mix                                             | Mitsuru Adachi                               | junio de 2012      |                    |                                                    |
| Nobunaga Concerto                               | Ayumi Ishii                                  | junio de 2009      |                    |                                                    |
| Number One Kaidoh                               | Amiya Harumi                                 | agosto de 2009     |                    |                                                    |
| Otome Genocide                                  | Moricha                                      | agosto de 2009     |                    | Ganador del primer premio Get The Sun Rookie Award |
| Q and A                                         | Mitsuru Adachi                               | junio de 2009      | abril de 2012      |                                                    |
| Seishinshi                                      |                                              | junio de 2009      |                    |                                                    |
| Shinobi no Kuni                                 | Ryō Wada (historia) Mutsumi Banno (arte)     | junio de 2009      |                    |                                                    |
| The Idolmaster Million Live!                    | Yuki Monji Bandai Namco Entertainment        | agosto de 2014     | octubre de 2016    | Adaptación de videojuegos                          |
| Toaru Hikūshi e no Tsuioku                      | Koroku Inumura (historia) Maiko Ogawa (arte) | septiembre de 2009 | marzo de 2011      |                                                    |
| Tsuki no Hebi: Suikoden Ibun                    | Hiroo Nakamichi                              | junio de 2009      |                    |                                                    |
| Yoshitō-sama                                    | Haruka Shii                                  | junio de 2009      | septiembre de 2013 |                                                    |

### Novelas ligeras
| Título     | Autor            | Ilustrador   | Publicación   | Notas |
| ---------- | ---------------- | ------------ | ------------- | ----- |
| Kai, Sasu. | Hirokatsu Sahara | Junji Itō    | junio de 2009 |       |
| Time Mail  | Tōichirō Kujira  | Hiroto Ōishi | junio de 2009 |       |